# Національний орден Квебеку
Національний орден Квебеку (фр. Ordre national du Québec) — орден за заслуги, заснований урядом Квебеку (Канада).

## Загальні відомості
Орден створив 20 червня 1984 року губернатор Квебеку Жан-П'єр Кот за поданням прем'єра уряду Рене Левека. Є найпрестижнішою з нагород Квебеку.

## Ступені ордена
Є 3 класи (ступені) Національного ордена Квебеку:
- Великий офіцер[ru] (grand officier; G. O. Q.)
- Офіцер (офіцер; O. Q.)
- Лицар (chevalier; C. Q.).

## Коло нагороджуваних
Орденом нагороджуються чоловіки й жінки, які народилися або жили у Квебеку, як виняток — також не квебекці. Нагородження орденом Квебеку останніх є виключно привілеєм прем'єр-міністра Квебеку. Іноземців зазвичай нагороджують за зміцнення дружніх відносин своєї країни з Квебеком, допомогу під час вирішення будь-яких міжнародних питань або захист і пропаганду французької мови.
Нагородження відбувається в Червоній залі (фр. Salon Rouge) квебецького парламенту. Нагороджуваних Національним орденом Квебеку обирають публічно, за участю преси. Списки кандидатів публікують у щоденних і щотижневих друкованих виданнях Квебеку.

## Короткий список нагороджених

### Квебекці

#### Великі офіцери
Луїза Арбур, Жан Ваньє, Ромео Даллер, Герберт Джаспер, Леонард Коен, Брайан Малруні, Жан-Поль Ріопель, Жиль Віньйо.

#### Офіцери
Луї-Альбер Вашон, Жан Беліво, Селін Діон, Ганна Ебер, Робер Лепаж, Генрі Мінцберг, Гастон Мірон, Жан-П'єр Перро, Губерт Рівз, Моріс Рішар, Жак Вільнев, Жиль Трамбле.

#### Лицарі
Дені Аркан, Фредерік Бак, Жорж Броссар, Гаетан Буші, Марк-Андре Амлен, Гі Лафлер, Гі Лаліберте, Едуар Лок, Луї Лорті, Норман Макларен, Жюлі Паєтт, Оскар Пітерсон, Люк Пламондон, Жан-Луї Ру, Мішель Трамбле, Маріо Лем'є, Гратьє Желіна, Ізабель Буле.

### Іноземці

#### Великі офіцери
Шарль Дютуа, абат П'єр, Франсуа Олланд, Аланіс Обомсавін.

#### Офіцери
Раймон Барр, Жак Ширак, Лоран Фабіус, Ален Жюппе, Жорді Пужоль, Ліонель Жоспен, Жан-П'єр Раффарен, Мішель Рокар, Федеріко Майор Сарагоса, Едмунд Штойбер, Вайра Віке-Фрейберга, Шарль Азнавур.

#### Лицарі
Жерар Депардьє, Бернар Клавель.